# 1171 Rusthawelia
1171 Rusthawelia је астероид главног астероидног појаса са пречником од приближно 70,13 .
Афел астероида је на удаљености од 3,784 астрономских јединица (АЈ) од Сунца, а перихел на 2,569 АЈ.
Ексцентрицитет орбите износи 0,191, инклинација (нагиб) орбите у односу на раван еклиптике 3,075 степени, а орбитални период износи 2068,437 дана (5,663 година).
Апсолутна магнитуда астероида је 9,90 а геометријски албедо 0,039.
Астероид је откривен 3. октобра 1930. године.